# Улица Чайковского (Екатеринбург)
Улица Чайко́вского (прежнее название: Су́харевская) — улица в жилом районе «Южный» Ленинского (дома севернее улицы Щорса) и Чкаловского административных районов Екатеринбурга.

## Происхождение и история названий
Первоначальное название улицы — Сухаревская, впервые фиксируется на плане Екатеринбурга 1845 года. Дано оно было улице, вероятно, от фамилии её первых поселенцев. Так на городском плане 1880 года, составленного Е. Н. Коротковым, среди домовладельцев улицы зафиксированы двое Сухаревых — Анкудин и Яким Анкудинович. Своё современное название улица получила в 1930-е годы в честь Петра Ильича Чайковского — выдающегося русского композитора.

## Расположение и благоустройство
Улица Чайковского идёт с севера на юг между улицами Чапаева и Белинского. Начинается от пересечения с улицей Тверитина и заканчивается у примыкания улицы Трактористов. На участке между улицами Фрунзе и Щорса застроена промышленными и жилыми зданиями. Пересекается с улицами Большакова, Фурманова, Фрунзе, Щорса, Циолковского и Авиационной. Справа на улицу выходит переулок Шаронова, слева примыкает улица Трактористов. Протяжённость улицы вместе с застроенными участками составляет около 2200 метров. Ширина проезжей части в среднем около 6 м (по одной полосе в каждую сторону движения).
На протяжении улицы Чайковского имеется один светофор, нерегулируемых пешеходных переходов не имеется. На отдельных участках улица с двух сторон оборудована тротуарами.

## История
Формирование будущей улицы Чайковского началось после 1814 года, когда на правом берегу реки Исети, на будущей Архиерейской улице, была основана усадьба купца Я. М. Рязанова, далее которой, как сам он писал в одном из документов «за рекой Камышенкой домов не было». Улица начиналась там, где речка Камышенка (Монастырка) впадала в реку Исеть. К 1829 году по улице уже был заселён один полный квартал, а к середине XIX века улица была застроена вплоть до современной улицы Фурманова.
В 1887 году на Сухаревской улице насчитывалось 29 усадеб, принадлежавших почти исключительно представителям мещанского сословия единственным «крестьянином» был М. И. Одегов, родом из Вятской губернии. Застройка улицы состояла из деревянных одноэтажных домов, кое-где из изб, единственный каменный дом принадлежал мещанину Д. С. Коурову. Среди числа наиболее состоятельных жителей улицы был мещанин Н. А. Кондратьев, у которого здесь ещё в 1870-х годах действовал мыловаренный и свечной завод, в 1884 году вынесенный на территорию городского выгона по Челябинскому тракту. В 1888 году Сухаревская улица уже доходила до 2-й Загородной улицы (современная улица Фрунзе), где вливалась в Меновую (Цыганскую) площадь, далее к югу она отмечалась как проектируемая. От улицы Болотной (Большакова) до Архиерейского переулка улица проходила вдоль территории Архиерейского сада (сейчас этот отрезок улицы перекрыт).
Дальнейшая застройка улицы проходила в период с 1930-х по 1980-е годы. Современная улица застроена средне- и многоэтажными жилыми домами.

## Здания и сооружения

### Сохранившиеся здания
Внимание! Этот раздел содержит информацию по состоянию на май 2012 года
По нечётной стороне:
- № 13 — 5-этажный многоквартирный жилой дом;
- № 15 — 5-этажный многоквартирный жилой дом;
- № 19 — 11-этажный многоквартирный жилой дом. На месте дома в XIX веке находилась усадьба мещанина Н. А. Кондратьева, торговавшего мылом и свечами на Главной Торговой площади города. В усадьбу входили деревянный одногоэтажный дом, изба, службы и баня[4].
- № 45 — 4-этажный офис Генерального консульства КНР в Екатеринбурге;
- № 45а — 2-этажное общежитие 1958 года постройки;
- № 75 — 10-этажный 228-квартирный панельный жилой дом 1992/1993 года постройки;
- № 77 — 2-этажный детский сад № 438;
- № 79 — 5-этажный 89-квартирный панельный жилой дом 1974 года постройки;
- № 83 — 5-этажный 200-квартирный кирпичный жилой дом 1968 года постройки;
- № 87 (Авиационная, 73) — 5-этажный 76-квартирный кирпичный жилой дом 1968 года постройки;
- № 89 — 5-этажный 122-квартирный кирпичный жилой дом 1974 года постройки;
- № 99а — 2-этажный 8-квартирный жилой дом из бруса 1950 года постройки.

По чётной стороне:
- № 2 — одноэтажное административное здание;
- № 10 — 9-этажное общежитие (172 квартиры) 1982 года постройки;
- № 12 — 9-этажный 126-квартирный кирпичный жилой дом 1983 года постройки;
- № 14 — 12-этажный многоквартирный жилой дом;
- № 16 — 7-этажный многоквартирный жилой дом, на его месте в XIX веке находилась усадьба маляров братьев Дорофея и Вахрамея Лапшиных[4];
- № 56 — 14-этажный многоквартирный жилой дом;
- № 60 — 10-этажный 178-квартирный панельный жилой дом 1992 года постройки;
- № 62 — 12-этажный 84-квартирный кирпичный жилой дом 1995/1998 года постройки;
- № 66 — сооружение;
- № 70 (Авиационная, 70) — 4-этажная общеобразовательная школа № 102;
- № 78 — 2-этажный 8-квартирный брусчатый жилой дом 1950 года постройки;
- № 78а — 2-этажный 8-квартирный брусчатый жилой дом 1950 года постройки;
- № 80 — 5-этажный 60-квартирный панельный жилой дом 1970 года постройки;
- № 82/1 — 5-этажный 60-квартирный панельный жилой дом 1968 года постройки;
- № 82/2 — 5-этажный 60-квартирный панельный жилой дом 1968 года постройки;
- № 84/1 — 5-этажный 90-квартирный панельный жилой дом 1968 года постройки;
- № 84/2 — 5-этажный 60-квартирный панельный жилой дом 1968 года постройки;
- № 84/3 — 5-этажный 60-квартирный панельный жилой дом 1968 года постройки;
- № 86/1 — 5-этажный 117-квартирный панельный жилой дом 1968 года постройки;
- № 86/2 — 5-этажный 90-квартирный панельный жилой дом 1968 года постройки;
- № 86/3 — 5-этажный 90-квартирный панельный жилой дом 1968 года постройки;
- № 86/4 — 5-этажный 88-квартирный панельный жилой дом 1968 года постройки;
- № 86а — детский сад № 497;
- № 86в --- 21-этажный 228-квартирный монолитно-каркасный жилой дом 2016 года постройки,
- № 88/1 — 5-этажный 140-квартирный панельный жилой дом 1969 года постройки;
- № 88/2 — 5-этажный 140-квартирный панельный жилой дом 1969 года постройки;
- № 88/3 — 5-этажный 140-квартирный панельный жилой дом 1970 года постройки;
- № 88а — детский сад № 584;
- № 90 — 18-этажный 96-квартирный монолитно-каркасный жилой дом 2007 года постройки;
- № 94 — 2-этажный 8-квартирный шлакоблочный жилой дом 1959 года постройки (снесён в 2016 году);
- № 96 — 2-этажный 8-квартирный брусчатый жилой дом 1954 года постройки (снесён в 2017 году).

### Несохранившиеся здания
- № 1 — дом мещанина М. К. Жукова, ведшего мясную торговлю[4];
- № 11 — дом печника А. В. Белова[4];
- № 15 — дом П. А. Афанасьева[4];
- № 21 — дом владельца «медяжной» мастерской С. Т. Мартьянова[4].

## Транспорт

### Наземный общественный транспорт
Движение наземного общественного транспорта по улице не осуществляется. Ближайшие к улице остановки общественного транспорта — «Музей Бажова» (перекрёсток Чапаева — Большакова), «Трамвайный Парк» (Чапаева), «Щорса» (перекрёсток Щорса — Белинского), «Авиационная» (перекрёсток Белинского — Авиационная). К домам конца улицы --- остановки «Южная» (ул. 8-е Марта), «Саввы Белых» (ул. Белинского), а также остановка «Бульвар Малахова» (ул. Шварца, ул Фучика (трамвай)).

### Ближайшие станции метро
В 600 м западнее перекрёстка улиц Чайковского-Щорса находится станция метро  «Чкаловская». В 500 м юго-восточнее жилой застройки улицы на её крайнем южном участке находится станция метро  «Ботаническая».